# San Juan Ozolotepec
San Juan Ozolotepec là một đô thị thuộc bang Oaxaca, México. Năm 2005, dân số của đô thị này là 2779 người.